# Schesemtet
Schesemtet (auch Chesmet oder Schesmetet) ist in der Ägyptischen Mythologie die Mutter der Toten und Könige. Sie wird als Uräusschlange abgebildet und ist die Gefährtin und Beschützerin des Re sowie die Vernichterin der Feinde des Osiris.
Etwa am 25.11. feierte man das Fest der Ausfahrt der Schesemtet.